# Joseph von Sonnenfels
Joseph von Sonnenfels (Nikolsburg, 1732 – Vienna, 25 aprile 1817) è stato un romanziere e giurista austriaco, illuminista e stimato consigliere presso i sovrani austriaci Giuseppe II e Maria Teresa d'Austria.

## Biografia

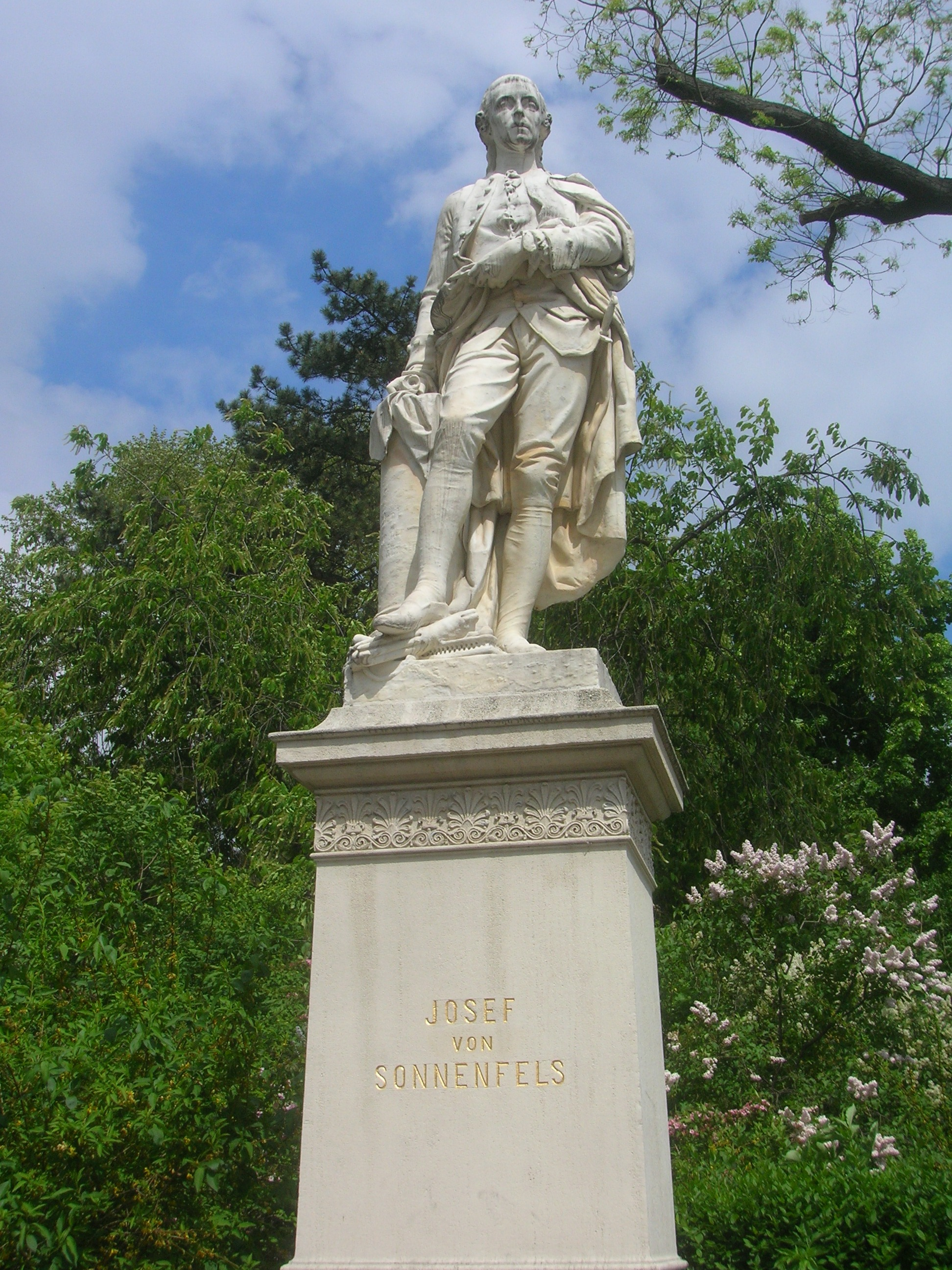
Statua di Joseph von Sonnenfels nella piazza del municipio di Vienna

Di origini ebraiche, fu battezzato da bambino (assieme a suo fratello) allorché anche il padre si convertì al cristianesimo; si laureò in legge all'università di Vienna, dove poi ottenne una cattedra in scienze politiche. 
Istruttore al Collegium Theresianum, ottenne vasta notorietà con la sua attività pubblicistica su varie riviste nelle quali propugnò le idee dell'Illuminismo, del quale è considerato il più importante esponente austriaco.
Fu consigliere dell'imperatrice Maria Teresa d'Austria ed ebbe un ruolo importante nella redazione del codice civile e del codice penale. 
Nel 1775 pubblicò a Zurigo il saggio Sull'abolizione della tortura (Über Abschaffung der Tortur, Zurigo 1775), con il quale, similmente a Cesare Beccaria, prendeva posizione contro la tortura e contro la pena di morte. La diffusione di tale libro fu inizialmente vietata in Austria e Maria Teresa proibì espressamente a Sonnenfels di occuparsi di queste tematiche. A tale imposizione Sonnenfels rispose con una supplica scritta all'imperatrice, nella quale rivendicò la legittimità della sua attività di giurista e di docente e chiese un esame pubblico delle proprie idee.
Il trattato di Sonnenfels fu alla base del procedimento di riforma delle leggi penali, che sfociò nel codice penale emanato dall'imperatore Giuseppe II il 13 gennaio 1787 (Codice penale giuseppino); con questo codice la tortura e la pena di morte furono abolite, e ciò fece dell'Impero asburgico il secondo Stato in Europa (dopo il Granducato di Toscana) ad abolire la pena di morte. 
Sonnenfels fu membro di logge massoniche a Lipsia e poi a Vienna; nel 1784 fu eletto Gran Maestro della Gran Loggia distrettuale Zur wohltätigen Eintracht. Fu anche membro degli Illuminati di Baviera, che abbandonò nel 1786.

## Opere
- Specimen Juris Germanici de Remediis Juris, Juri Romano Incognitis, Vienna, 1757.
- Ankündigung einer Teutschen Gesellschaft in Wien, Vienna, 1761.
- (DE) Betrachtungen über die neun politischen Handlungsgrundsätze der Engländer, Wien, Georg Ludwig Schulz, 1764.
- Grundsätze der Polizei, Handlung und Finanzwissenschaft, Vienna, 1765–67; 8ª ed. 1819.
  - (DE) Sätze aus der Polizei, Handlungs- und Finanz-Wissenschaft, vol. 1, Wien, Johann Thomas von Trattner, 1765.
  - (DE) Grundsätze der Polizei-Handlung und Finanz, Tübingen, Christian Friedrich Osiander, 1820.
- Briefe über die Wienerische Schaubühne, ib. 1768; riedito da Sauer, Vienna 1884.
- Von der Verwandlung der Domänen in Bauerngüter, Vienna 1773.
- (DE) Über die Abschaffung der Tortur, Zurigo, 1775.
  -  Su l'abolizione della tortura, Milano, Giuseppe Galeazzi, 1776.
  - (DE) Über die Abschaffung der Tortur, 2ª ed., Wien und Nürnberg, C. Weigel & Adam Gottlieb Schneider, 1782.
- (DE) Gründet sich das Recht der Monarchen mit dem Tode zu straffen in der Uebertragung der Menschen, Wien, Grund, 1780.
- (DE) Erste Vorlesung in diesem akademischen Jahrgange, Wien, Joseph von Kurzbeck, 1782.
- Gesammelte Werke, 10 volumi, Vienna, 1783–87.
- Abhandlung über die Aufhebung der Wuchergesetze, Vienna, 1791.
- Riflessioni d'un patriotta austriaco ad un amico [Betrachtungen eines österreichen Staatsbürgers an seinen Freund], Wien, Mathias Andreas Schmidt, 1793.
- (DE) Handbuch der inneren Staatsverwaltung mit Rücksicht aus die Umstände und Begriff der Zeit, Wien, Joseph Camesina & C., 1798.
- Ueber die Stimmenmehrheit bei Criminalurtheilen, Vienna, 1801.
  - (DE) Über die Stimmenmehrheit bei Kriminal-Urtheilen, 2ª ed., Wien, Camesina, 1808.

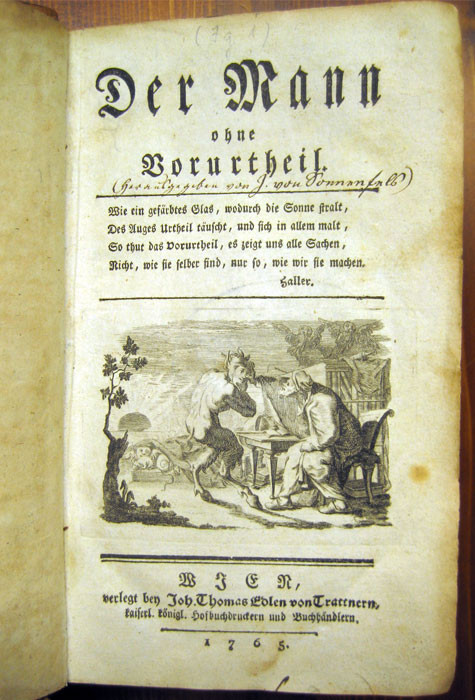
Der Mann ohne Vorurtheil, 1765
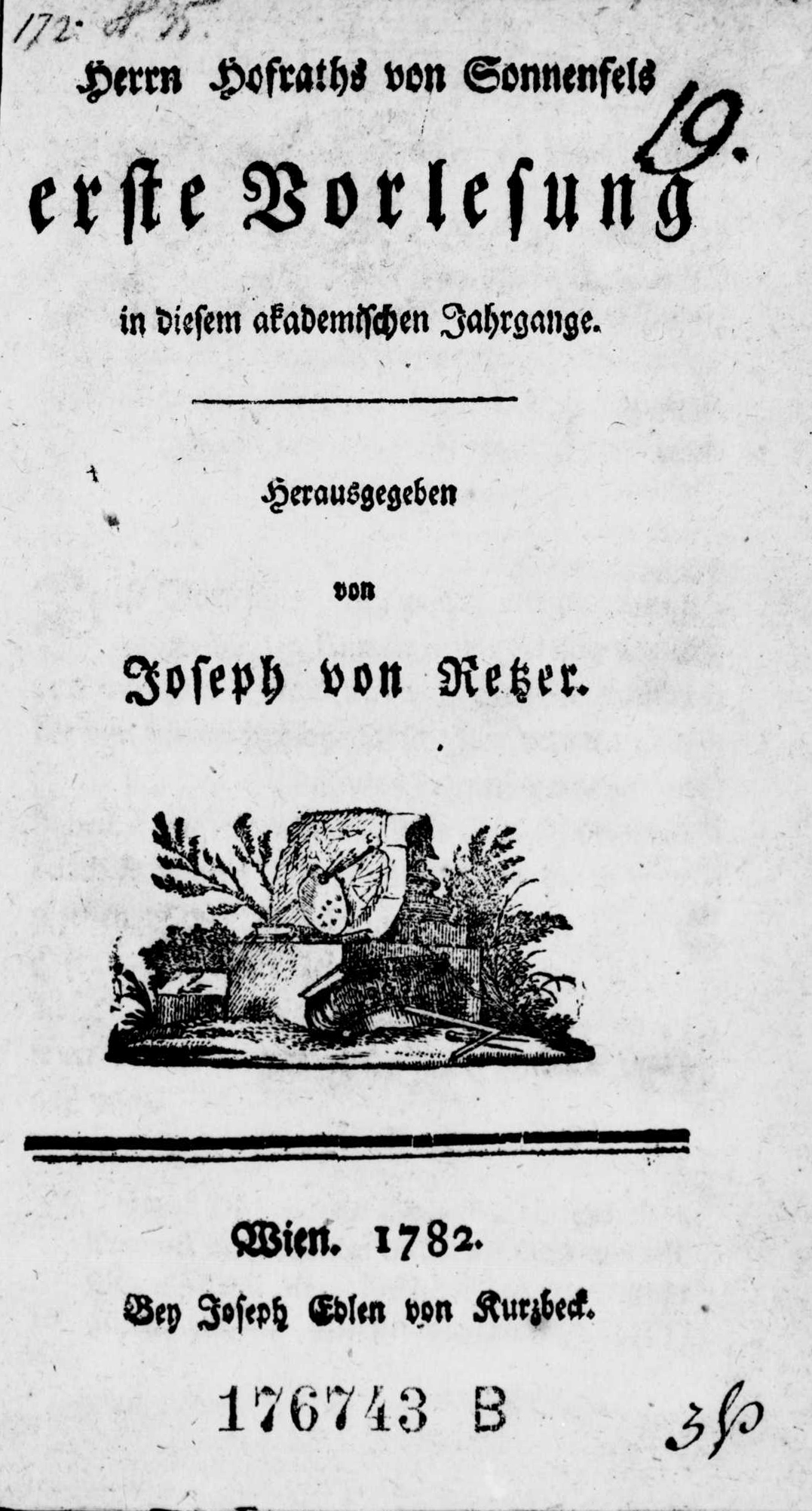
Erste Vorlesung in diesem akademischen Jahrgange, 1782